# Derriere Morne (Choiseul)
Derriere Morne es una localidad de Santa Lucía, que forma parte del distrito de Choiseul.